# Фотодыхание

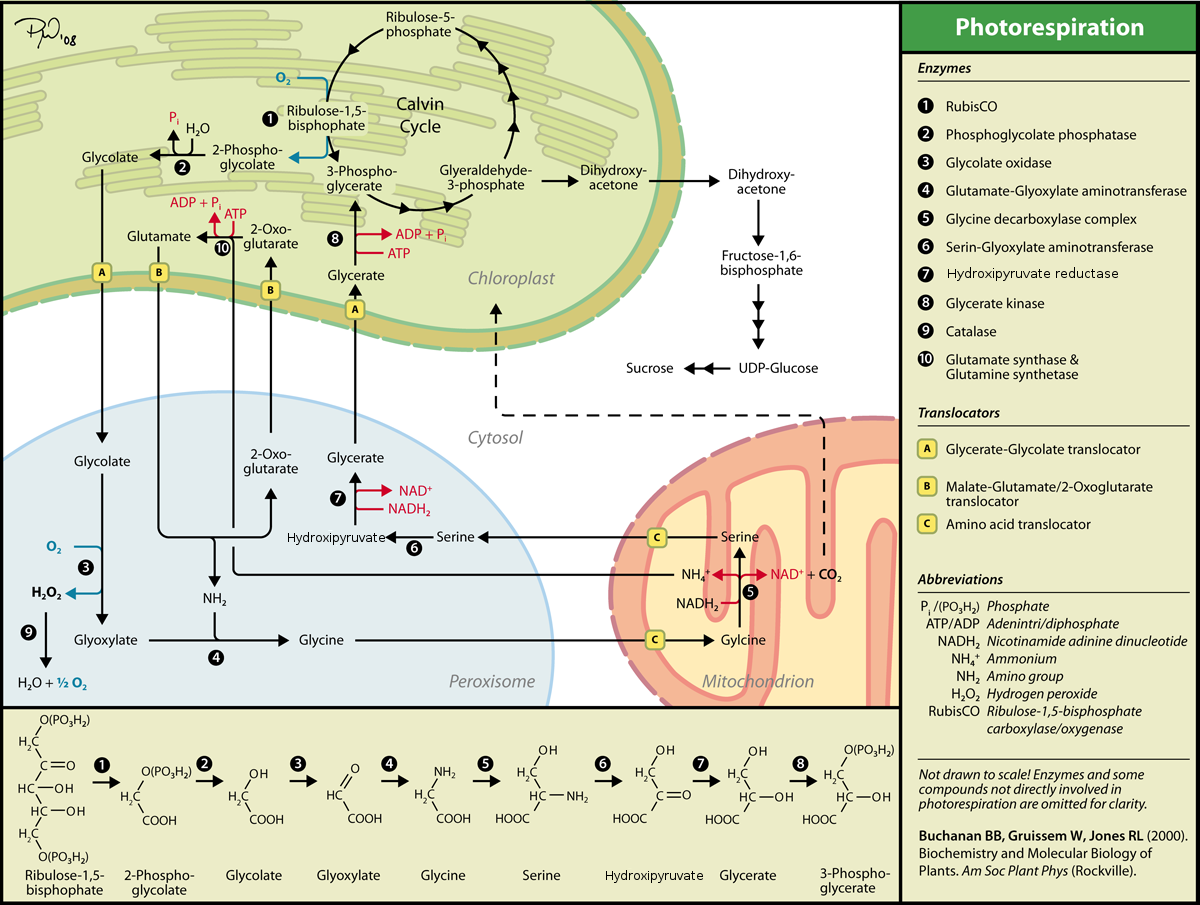
Фотодыхание

Фотодыхание (гликолатный путь, С2-фотосинтез) — стимулируемое светом выделение углекислого газа и поглощение кислорода у растений преимущественно с С3-типом фотосинтеза. Также под фотодыханием понимают биохимический путь, связанный с регенерацией одной молекулы 3-фосфоглицериновой кислоты (С3) из двух молекул гликолевой кислоты (С2) и лежащий в основе вышеописанного газообмена. Наличие биохимического механизма фотодыхания обусловлено значительной оксигеназной активностью РуБисКО, ключевого фермента цикла Кальвина.
Поглощение кислорода в ходе фотодыхания обусловлено оксигеназной активностью РуБисКО в хлоропластах и работой оксидазы гликолевой кислоты в пероксисомах. Кроме того, окисление образовавшегося в митохондриях НАДН также сопряжено с поглощением кислорода. Выделение углекислого газа (С1) при фотодыхании происходит в митохондриях и связано с конденсацией двух молекул глицина (С2) с образованием одной молекулы серина (С3) (последовательная работа двух ферментов: глициндекарбоксилазы и серингидроксиметилтрансферазы). Также в реакции конденсации глицина в митохондриях выделяется аммиак, который реутилизируется в результате работы глутаминсинтетазы и глутаминоксоглутаратаминотрансферазы (ГС/ГОГАТ-путь). При фотодыхании расходуется АТФ (не происходит запасания энергии) синтезированный в ходе фотофосфорилирования. Также окисление гликолевой кислоты в пероксисомах в ходе фотодыхания служит основным источником токсичного пероксида водорода в фотосинтезирующей растительной клетке.

## История
Первые свидетельства фотодыхания были получены в 1920 году немецким биохимиком Отто Варбургом. При исследовании водорослей рода Chlorella было показано ингибирование фотосинтеза (поглощения углекислого газа) при повышении концентрации кислорода. Этот эффект наблюдался как при высоких, так и при низких интенсивностях света и позднее получил название эффекта Варбурга.

## Газообмен и отличия от темнового дыхания
Суммарное поглощение кислорода на свету определяется интенсивностью двух процессов: темновым дыханием и светоиндуцируемым дыханием, связанным с фотохимическими реакциями хлоропластов. Фотодыхание активируется при высоких интенсивностях света, в то время как процессы темнового дыхания растений подавляются на свету. Фотодыхание увеличивается при повышении концентрации кислорода от 0 до 100 %, а темновое дыхание насыщается уже при 2 % кислорода. В отличие от темнового дыхания процесс поглощения кислорода при фотодыхании не ингибируется типичными дыхательными ядами, например азидом натрия (ингибитор цитохромоксидазы митохондрий).

## Взаимодействие органелл при фотодыхании
Осуществление реакций фотодыхания требует тесного взаимодействия трёх органелл растительной клетки: хлоропластов, пероксисом и митохондрий. Выявлен один из интегральных пероксинов PEX10 мембраны пероксисом, обеспечивающий взаимодействие и близкий контакт пероксисомы и хлоропласта. Принципиальным для взаимодействия органелл оказывается C3HC4 (Цис3-Гис-Цис4) RING цинковый палец белка PEX10. Мутация, нарушающая функцию данного домена, оказывается летальной для эмбриона растения на стадии сердца. Рост и развитие у сублетальных мутантов по белку PEX10 нормализуются в условиях обогащенной CO2 среды. В нормальной атмосфере у сублетальных pex10 наблюдается повышенное содержание глиоксилата, сниженное содержание каротиноидов, хлорофиллов a и b, а также сниженный квантовый выход фотосистемы II. При электронной микроскопии наблюдаются изменения в строении пероксисом, а также их разобщенность с хлоропластами. В то же время, точечные мутации в мотиве TLGEEY приводят к формированию нитевидных пероксисом, но при этом не нарушается их ассоциация с хлоропластами. Таким образом, PEX10 контролирует не только ассоциацию пероксисом с хлоропластами, но также их строение.

## Субстратная специфичность Рубиско

Первая реакция фотодыхания — оксигенирование РуБФ при участии РуБисКО

Рибулозобисфосфаткарбоксилаза/оксигеназа (Рубиско) — ключевой фермент фотосинтеза, катализирует две конкурирующие реакции: карбоксилирование и оксигенирование пятиуглеродного сахара рибулозо-1,5-бисфосфата (РуБФ). Молекула кислорода (как и углекислого газа) присоединяется к связанной с ферментом ендиольной форме РуБФ, которая существует вследствие кето-енольной изомерии. Константа Михаэлиса (концентрация полунасыщения) для углекислого газа гораздо ниже (9 мкМ), чем для кислорода (535 мкМ), то есть сродство фермента к углекислому газу значительно выше. Тем не менее скорость оксигеназной реакции высока, поскольку концентрация кислорода в атмосфере составляет 21 %, а углекислого газа — 0,04 %. Благодаря этому у С3-растений интенсивность фотодыхания может достигать 50 % от интенсивности фотосинтеза.

## Химизм фотодыхания

Фотодыхание протекает в хлоропластах, пероксисомах и митохондриях.

Декарбоксилирование глицина в митохондриях — ключевая стадия фотодыхания

Из-за наличия оксигеназной активности у фермента рибулозобисфосфаткарбоксилазы, катализирующего присоединение CO2 к рибулозо-1,5-бифосфату на начальной стадии цикла Кальвина, вместо ассимиляции углекислоты под воздействием того же фермента происходит окисление рибулозофосфата с распадом его на 3-фосфоглицериновую кислоту, которая может поступить в цикл, и на фосфат гликолевой кислоты. Он дефосфорилируется и гликолевая кислота транспортируется в пероксисомы, где окисляется до глиоксалевой кислоты и аминируется с получением глицина. В митохондриях из двух молекул глицина образуется серин и углекислый газ. Серин может использоваться для синтеза белка, либо превращается в 3-фосфоглицериновую кислоту и возвращается в цикл Кальвина.

## Условия, стимулирующие фотодыхание
Очевидно, что снижение концентрации углекислого газа приводит к стимуляции фотодыхания. Как было сказано выше, фотодыхание интенсифицируется и при увеличении концентрации кислорода. Увеличение температуры приводит к снижению устойчивости ендиольного интермедиата реакции, катализируемой РуБисКО, что способствует реакции оксигенирования РуБФ. Помимо того, при повышении температуры растворимость углекислого газа уменьшается несколько сильнее растворимости кислорода (хотя и намного превышает её при любых температурах).

## Биологическое значение фотодыхания
Хотя достоверно известно, что фотодыхание снижает эффективность фотосинтеза, приводит к потерям ассимилированного углерода, тем не менее вопрос о функциях фотодыхания остается дискуссионным. Основная гипотеза предполагает, что фотодыхание возникло как путь, служащий для оптимальной утилизации гликолата, образующегося в результате оксигеназной активности РуБисКО. При этом тот факт, что оксигеназная активность РуБисКО не была элиминирована в ходе эволюции, объясняется, по-видимому тем, что существующее соотношение карбоксилазной и оксигеназной активностей достигло предела, определяемого химизмом реакции и не может быть увеличено. Сравнительный анализ фермента разных организмов показывает, что РуБисКО существовала уже 3,5 млрд лет назад, когда в атмосфере было мало кислорода и уже к тому времени заняла ключевую позицию в цикле ассимиляции углерода при фотосинтезе. При этом её оксигеназная функция в условиях низкого содержания кислорода не играла существенной роли. По мере увеличения содержания кислорода потери ассимилированного углерода в результате фотодыхания нарастали, однако сложность строения РуБисКО, по-видимому, помешала эволюции каталитического центра устранить оксигеназную активность. Данная гипотеза косвенно подтверждается отсутствием значительных успехов в попытках генноинженерным способом увеличить сродство РуБисКО к углекислому газу путём изменения аминокислотной последовательности активного центра фермента. Фотодыхание, вследствие оксигеназной реакции РуБисКО, предотвращает исчерпание углекислого газа у активного центра этого фермента и, в конечном итоге, регулирует содержание CO2 и O2 в биосфере.  
В связи с тем, что фотодыхание снижает эффективность фотосинтеза, в ходе эволюции у ряда растений возникли минимизирующие фотодыхание механизмы, не связанные с модификацией РуБисКО. К таким механизмам относятся различные типы C4-фотосинтеза и CAM-фотосинтез. В этих биохимических путях первичную фиксацию углекислоты осуществляет фосфоенолпируваткарбоксилаза (ФЕП-карбоксилаза), что позволяет в конечном счёте концентрировать углекислоту в месте её ассимиляции в реакции карбоксилирования РуБФ, катализируемой РуБисКО.